# Tragédie
Tragédie é um duo francês de hip hop/R&B formado no ano de 1998 pelos rappers  Silky Shai e Tizy Bone na cidade de Nantes. Ficaram mais conhecidos provavelmente pelo sucesso do hit "Hey Oh" lançado em 2003.

## História
A dupla é formada pelos cantores Silky Shai, nome verdadeiro Daniel Guiro, nascido em 7 de março de 1982 em Nantes, França, e Tizy Bone, cujo nome é Thierry Rakotomanga, nascido em 17 de setembro de 1980 em Antananarivo, Madagáscar. No ano de 2003 gravaram a canção "Hey Oh", que se tornou um grande sucesso e levou a banda assinar com uma grande gravadora. Lançaram seu álbum de estreia em 2003, intitulado Tragédie. Em 2004 o duo lança seu segundo trabalho, o álbum chamado À fleur de peau. No final de 2005, o grupo se separa e Tizy Bone lança seu primeiro álbum solo, com o nome artístico de Y-Zit.

## Discografia

### Álbuns
- 2003: Tragédie
- 2004: À fleur de peau

### Ao vivo
- 2005: Tragédie: Live

### Singles
- 2003: "Hey Oh"
- 2004: "Sexy pour moi"
- 2004: "Eternellement"
- 2004: "Je reste ghetto" (feat. Reed the Weed)
- 2004: "Gentleman"
- 2005: "Bye Bye" (feat. Calvin Scott)
- 2005: "L'art du corps et du cœur"
- 2005: "Merci"
- 2011: "Pas encore d'information sur l'album"